# Lévai József (orvos)
Lévai József, születési és 1882-ig használt nevén Lévi József (Szentes, 1863. október 13. – Budapest, 1939. január 24.) sebész, kórházigazgató, udvari tanácsos, Lévai Pál (1892–1957) gépészmérnök apja és Lévai János (1932–1976) orvos nagyapja.

## Élete
Lévi Lipót kereskedő és Schön Janka fiaként született zsidó családban. Középiskolai tanulmányait szülővárosában és Budapesten végezte, majd a Bécsi Egyetem hallgatója lett. A Budapesti Tudományegyetemen 1887-ben avatták orvosdoktorrá. 1888–1889-ben az I. sz. Sebészeti Műtőintézet növendéke volt. 1889-ben műtőorvosi oklevelet szerzett.
1891 novemberétől az Általános Munkássegélyző-Egylet szanatóriumának sebészeként dolgozott. 1895. szeptember 15-től kinevezték az újonnan megnyílt pestújhelyi Állami Munkáskórház sebészeti osztályának főorvosává. Később igazgató-helyettes lett, majd megválasztották a kórház igazgatójává. 1917-ben udvari tanácsosi címet kapott. 
Az Országos Társadalombiztosító Intézet felállításával (1927) az Uzsoki Utcai Kórház igazgatója lett. 1929. július 1-jén nyugalomba vonult.
Tagja volt 1927 és 1937 között az Orvostudományi Szemle szerkesztőbizottságának.
Halálát szívizom-elfajulás okozta.
A budapesti Farkasréti temetőben helyezték nyugalomra.

### Családja
Felesége Grosz Matild (Malvina) (1870–1945) volt, Grosz Márton magánzó és Grünhut Róza lánya, akivel 1891. június 28-án Budapesten kötött házasságot.
Gyermekei: Lévai Pál (1892–1957) okleveles gépészmérnök, villamosmérnök, feltaláló és Lévai György (1899–1945) műtősebész.

## Művei
- Carbol a sebkezelésben. (Gyógyászat, 1893, 39.)
- A sebkezelés egyszerűsítése a gyakorlatban. (Gyógyászat, 1895, 10.)
- Segélynyújtás sebesüléseknél. Budapest, 1895
- A fémeszközök sterilizálásáról. (Gyógyászat, 1896, 12.)
- Plastika négy esete. (Gyógyászat, 1896, 22.)
- A gastrojejunostomia indicatiójáról. (Gyógyászat, 1897, 48.)
- Koponyasérülések. (Gyógyászat, 1898, 34.)
- Végbélsipolyok és végbélkörüli tályogokról. (Gyógyászat, 1899, 4.)
- A phosphornekrosisról. (Gyógyászat, 1899, 42–43.)
- A baleseti sérültek munkaképességének megállapításáról. (Munkásügyi Szemle, 1915, 9–10.)
- Orvosi tanácsadó baleseti sérülteknek. Budapest, 1917
- A golyvaműtétről. (Orvosi Hetilap, 1922, 17.)
- A baleseti sérüléseknél való segélynyújtás tankönyve. Budapest, 1925
- A sebészeti drainezés revíziója. (Orvosi Hetilap, 1930, 39.)